# Battlefield Earth (film)

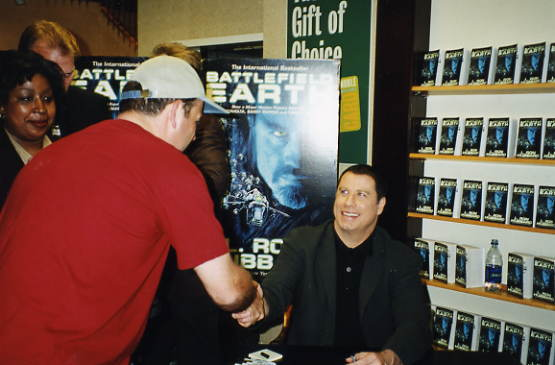
John Travolta signeert DVDs van Battlefield Earth

Battlefield Earth is een Amerikaanse sciencefictionfilm uit 2000 onder regie van Roger Christian. Het verhaal is gebaseerd op dat uit de gelijknamige roman van L. Ron Hubbard. Battlefield Earth kreeg enkel negatieve kritieken en slaagde er niet in zijn productiekosten terug te verdienen. Critici bestempelden de productie als een van de slechtste films ooit gemaakt. Battlefield Earth 'won' in 2001 zeven Razzie Awards, waaronder die voor slechtste film, slechtste regisseur en slechtste scenario. De organisatie benoemde de productie in 2005 vervolgens tot 'slechtste drama in 25 jaar' en in 2010 tot slechtste film van het decennium.

## Verhaal
In het jaar 3000 is de aarde veroverd door een buitenaards ras genaamd de Psychlos. De mensheid is bijna geheel uitgeroeid, de overlevenden tot slaaf gemaakt. De weinige nog vrije mensen leven in primitieve stammen, die vergeten zijn hoe de mens zelf ooit over de planeet heerste en continu op worden gejaagd door de Psychlos. In de ogen van de Psychlos zijn zij niets meer dan domme dieren die voor simpele klusjes kunnen worden getraind.
Jonnie Goodboy Tyler verlaat op een dag zijn stam in de Rocky Mountains. Hij wordt samen met een man genaamd Carlo gevangen en naar een Psychloslavenkamp gebracht. Dit kamp wordt geleid door Terl, een Psychlo die als straf voor een onbekend incident de rest van zijn dagen op aarde moet slijten als toezichthouder op het kamp en de bijbehorende mijnindustrie. Terl smeedt een plan om een grote hoeveelheid goud, waar zijn bazen niks van weten, te bemachtigen en zo zijn vrijheid te kopen. Het goud ligt echter in een door radioactiviteit besmet gebied. Psychlos kunnen hier niet komen omdat straling reageert met het gas dat zij ademen, met grote explosies tot gevolg. Hij komt met het onorthodoxe plan om mensen te trainen het goud voor hem te delven.
Terl kiest Jonnie als testobject. Via een machine leert hij hem razendsnel de Psychlostaal en veel andere kennis, waaronder wiskunde en hoe hij de voertuigen van de Psychlos moet besturen. Johnnie houdt zich van de domme en doet braaf wat Terl hem opdraagt, maar in werkelijkheid smeedt hij plannen om met de opgedane kennis eindelijk een opstand tegen de Psychlos te organiseren. Hij vindt al snel bondgenoten in de mijnwerkers die samen met hem het goud moeten delven, en een nog vrije stam van mensen die nabij het gebied leeft.
Terwijl ze zogenaamd het goud aan het delven zijn, bemachtigen Jonnie en zijn bondgenoten een groot aantal oude straaljagers en wapens uit een nu verlaten militaire basis. Jonnie neemt tevens een kernbom mee met het plan deze te gebruiken tegen de Psychlos. Na een week training openen de mensen een grote tegenaanval op de Psychlos. Ze vernietigen de koepel waarbinnen de Psychlos een voor hen gunstige atmosfeer hebben gecreëerd, zodat bijna alle aanwezige Psychlos sterven door verstikking. Wanneer Terl versterking op probeert te roepen van zijn thuisplaneet via een teleporter, gebruikt Jonnie deze machine om de kernbom naar de thuisplaneet van de Psychlos te sturen. De explosie van de bom veroorzaakt een kernreactie met de atmosfeer van de planeet, die de gehele planeet verwoest.
Terl overleeft als een van de weinige Psychlos de opstand en wordt gevangengenomen als gijzelaar. De mens heeft de aarde heroverd, maar gaat een onzekere toekomst tegemoet.

## Rolverdeling
| Acteur              | Personage                                                    |
| ------------------- | ------------------------------------------------------------ |
| John Travolta       | Terl                                                         |
| Barry Pepper        | Jonnie Goodboy Tyler                                         |
| Forest Whitaker     | Ker                                                          |
| Kim Coates          | Carlo                                                        |
| Sabine Karsenti     | Chrissy                                                      |
| Michael Byrne       | Parson Staffer                                               |
| Christian Tessier   | Mickey                                                       |
| Sylvain Landry      | Sammy                                                        |
| Richard Tyson       | Robert the Fox                                               |
| Christopher Freeman | Processing Clerk                                             |
| John Topor          | Processing Clerk / One-Eyed Guard / Teleportation Supervisor |
| Shaun Austin-Olsen  | Planetship                                                   |
| Tim Post            | Assistant Planetship / Psychlo Guard                         |
| Earl Pastko         | Bartender                                                    |

## Achtergrond

### Ontwikkeling
Toen L. Ron Hubbard in 1982 zijn roman Battlefield Earth publiceerde, gaf hij aan dat er reeds plannen waren voor een verfilming ervan. Hij had hiervoor zelf reeds drie scenario’s geschreven. Hij hoopte zelf direct bij de productie van de film betrokken te worden; mogelijk als regisseur.
In 1983 werden de filmrechten op Battlefield Earth verkocht aan Salem Productions in Los Angeles. Deze liet het verhaal opsplitsen in twee scenario’s voor twee losse films. Scenarioschrijver Abraham Polonsky en regisseur Ken Annakin werden ingehuurd om de film te produceren. Het project kwam echter niet van de grond vanwege budgettaire problemen.
John Travolta, die in 1975 was bekeerd tot het door Hubbard geïntroduceerde scientology, was zelf groot voorstander van een verfilming van Battlefield Earth. Travolta’s invloed in Hollywood was destijds laag omdat een aantal van zijn films waren geflopt, waardoor hij niet in staat was om te helpen met de productie van de film. Hij benaderde onder andere MGM en Twentieth Century Fox met het verzoek Battlefield Earth te verfilmen, maar werd steeds afgewezen.
Uiteindelijk nam een onafhankelijk bedrijf, Franchise Pictures, de productie op zich. Travolta deed dienst als coproducent en financierde de film deels zelf. Franchise was kort ervoor opgericht, en stond erom bekend bekende acteurs wier filmprojecten bij grote studio’s momenteel stillagen, tegen gereduceerd salaris te rekruteren. Zo kon Franchise relatief goedkoop films met veel bekende acteurs erin produceren. De kosten van de verfilming van Battlefield Earth werden verder gedrukt door Canadese locaties te gebruiken voor de buitenopnames. De productie ging toch ver over het initiële budget van 31 miljoen dollar heen.
Het filmen van Battlefield Earth werd afgeschoven op Morgan Creek Productions. Warner Bros. zou de film uitbrengen in de bioscopen. Ook Travolta’s eigen filmbedrijf, JTP Films, was bij de productie betrokken. Warner Bros trok 20 miljoen dollar uit voor de reclamecampagne van de film. Franchise Pictures behield zelf de rechten op de film buiten Amerika. De Europese rechten op de film werden verkocht aan de Duitse groep Intertainment AG in ruil voor 47% van het budget, dat gepland stond op 75 miljoen dollar.
Travolta’s manager ontkende stellig dat de Scientologykerk ook een aandeel had in de productie van de film.

### Productie
Travolta en zijn manager, Jonathan Krane, namen het voortouw bij het inhuren van de crew. Ze benaderden eerst Quentin Tarantino voor de regie. Toen hij dit aanbod afsloeg, werd Roger Christian ingehuurd als regisseur. Patrick Tatopoulos werd ingehuurd voor het ontwerpen van de kostuums en het uiterlijk van de Psychlos. Het componeren van de soundtrack was in handen van Elia Cmiral. Travolta en Krane zorgden tevens voor het werven van de acteurs en de cinematografen.
In de film speelden Travolta, Barry Pepper, Forest Whitaker, Kim Coates, Richard Tyson, Sabine Karsenti, en Michael Byrne. Travolta's vrouw Kelly Preston heeft een gastrol in de film, als Terls vriendin. Travolta
wilde eerst zelf de rol van Tyler vertolken, maar kwam hier later van terug omdat hij zichzelf te oud vond voor deze rol. In plaats daarvan speelde hij de schurk Terl. Travolta wees een rol in de film The Shipping News af en stelde de productie van Standing Room Only uit om Battlefield Earth te kunnen filmen.
De opnames vonden vooral plaats in Canada, waaronder bij Montreal, in de zomer en herfst van 1999. In januari 1999 bezocht Travolta in het geheim al Montreal om de meest geschikte locaties voor de film uit te zoeken. Battlefield Earth was ten tijde van de productie de duurste film die ooit in Canada werd opgenomen.

### Uitgave en ontvangst
Reeds voor de première werd de film door critici bestempeld als een mogelijke flop. Zo vreesde de media dat scientology een sterke invloed zou hebben op de film.
Battlefield Earth ging officieel in première op 12 mei 2000, drie dagen na het vijftigjarig jubileum van Hubbards boek Dianetics: The Modern Science of Mental Health; een datum die door scientologisten als feestdag wordt erkend.
Battlefield Earth deed het slecht qua kaartverkoop. De film bracht wereldwijd in totaal 29.725.663 dollar op, bij lange na niet genoeg om het budget van 75 miljoen dollar terug te verdienen. De film wordt daarmee gezien als een van de duurste flops uit de filmgeschiedenis. In het openingsweekend had de film nog 11.548.898 dollar opgebracht, maar door de vele negatieve reacties die de film kreeg, daalde het aantal bezoekers na dit eerste weekend sterk.
Ook qua recensies was Battlefield Earth geen succes. Op Rotten Tomatoes was slechts 3% van de beoordelingen positief. Op Metacritic bedraagt de score 9 op een schaal van 100. Filmcriticus Roger Ebert gaf de film een halve ster op een schaal van 4. Andere negatieve reacties kwamen van Leonard Maltin, Rita Kempley van The Washington Post, en Hollywood Reporter. Een aantal punten waar critici unaniem kritiek op hadden waren het overmatig gebruik van Dutch angle, een ongeloofwaardig verhaal, en de special effects.
Toch waren niet alle reacties op de film negatief. Bob Graham van de San Francisco Chronicle vond dat de film de strijd tussen de mensen en de Psychlos goed weergaf.
Battlefield Earth staat in Rotten Tomatoes’ top 100 van slechtste films aller tijden.

### Rechtszaak
Battlefield Earth kreeg voor Franchise Pictures een onverwachte nasleep. Volgens The Wall Street Journal had de FBI een onderzoek naar het bedrijf ingesteld omdat ze het budget van de film als veel hoger hadden opgegeven dan in werkelijkheid het geval was. Dit om investeerders te misleiden. Het echte budget van de film zou 44 miljoen dollar bedragen. In december 2000 kwam het tot een rechtszaak, aangespannen door Intertainment AG; het bedrijf dat de film in Europa mocht uitbrengen in ruil voor het betalen van 47% van het budget. De zaak kwam in juni 2004 voor de rechter. Intertainment won de zaak en kreeg van Franchise $ 121,7 miljoen schadevergoeding. Dit leidde tot het faillissement van Franchise Pictures.

### Vervolgen
Het verhaal van Battlefield Earth is beduidend korter dan het verhaal uit de roman. Dat komt doordat de film alleen de eerste 436 pagina’s van het boek behandelt. De overige pagina’s zouden de basis moeten vormen van een tweede film. Travolta gaf eerder aan zeker te weten dat er een Battlefield Earth 2 zou komen. Het floppen van de eerste film en het faillissement van Franchise Pictures hebben er echter toe geleid dat het erg onwaarschijnlijk is dat deze tweede film ooit gemaakt zal worden.

## Prijzen en nominaties
Battlefield Earth domineerde de Golden Raspberry Awards 2000. De film werd in acht categorieën genomineerd, en won er zeven. Ook in 2005 en 2010 won de film Gouden Frambozen.
Een totaal overzicht van alle prijzen:
| Jaar | Prijs                  | Categorie                               | Genomineerde(n)                                                              | Resultaat   |
| ---- | ---------------------- | --------------------------------------- | ---------------------------------------------------------------------------- | ----------- |
| 2001 | Golden Raspberry Award | Slechtste film                          | Warner Bros.                                                                 | Gewonnen    |
| 2001 | Golden Raspberry Award | Slechtste regisseur                     | Roger Christian                                                              | Gewonnen    |
| 2001 | Golden Raspberry Award | Slechtste scenario                      | Corey Mandell en J.D. Shapiro                                                | Gewonnen    |
| 2001 | Golden Raspberry Award | Slechtste acteur                        | John Travolta                                                                | Gewonnen    |
| 2001 | Golden Raspberry Award | Slechtste mannelijke bijrol             | Barry Pepper                                                                 | Gewonnen    |
| 2001 | Golden Raspberry Award | Slechtste vrouwelijke bijrol            | Kelly Preston                                                                | Gewonnen    |
| 2001 | Golden Raspberry Award | Slechtste schermkoppel                  | John Travolta en iedereen die het scherm met hem deelde in Battlefield Earth | Gewonnen    |
| 2001 | Golden Raspberry Award | Slechtste mannelijke bijrol             | Forest Whitaker                                                              | Genomineerd |
| 2001 | DFWFCA Award           | Slechtste film                          | Warner Bros.                                                                 | Gewonnen    |
| 2005 | Golden Raspberry Award | Ergste "Drama" van de afgelopen 25 jaar | Battlefield Earth                                                            | Gewonnen    |
| 2010 | Golden Raspberry Award | Slechtste acteur van het decennium      | John Travolta                                                                | Genomineerd |
| 2010 | Golden Raspberry Award | Slechtste film van het decennium        | Battlefield Earth                                                            | Gewonnen    |